# Damir Martin
Damir Martin (* 14. července 1988 Vukovar) je chorvatský veslař, člen záhřebského klubu VK Trešnjevka. V roce 2009 se stal juniorským mistrem světa na párové čtyřce, ve stejné kategorii vyhrál seniorské světové šampionáty v letech 2010 a 2013, stříbrnou medaili získal na olympiádě v Londýně 2012 spolu s Martinem Sinkovićem, Valentem Sinkovićem a Davidem Šainem. Od roku 2015 jezdí na skifu, vyhrál mistrovství Evropy ve veslování v letech 2015 a 2016, na mistrovství světa ve veslování 2015 skončil ve finále na pátém místě.